# Мастоцитоза
Мастоцитоза је ретко клонско неопластично обољење мастоцита проузроковано малигним растом и акумулацијом мастоцита у једном или више ткива и органа. Светска здравствена организација (СЗО) је 2008. године, у класификацији тумора хематопоетског и лимфног ткива, мастоцитозу сврстала у групу мијелопролиферативних неоплазми. Болест је подељена на кожну и системску мастоцитозу (СМ), а потом је класификована у засебне подтипове.
Симптоми обољења настају због механичке инфилтрације и имунолошке реакције тела различитих ткива ослобађеним проинфламаторним цитокинима из мастоцита који се гомилају у ткиву коже и понекад, у другим деловима тела.
Болест се одликује веома хетерогеном клиничком сликом, почев од кожног облика, који може спонтано да се повуче, до веома агресивне неоплазме са смртним исходом.

## Епидемиологија
Око 90% људи са обичном мастоцитозом и мање од 50% људи са другим облицима мастоцитозе имају уртикарију пигментозе - мале, црвенкастосмеђе мрље по целом телу, које обично стварају уртике и црвенило када се протрљају или почешу.
Ређи облици мастоцитозе повезани су са тешким поремећајем крви (попут акутне леукемије, лимфома, хроничне неутропеније или мијелопролиферативним поремећајем) или са тешком болешћу; леукемијом мастоцита и агресивном мастоцитозом.

## Етиопатогенеза
Као узрочни фактор наводи се активирано ослобађање медијатора из незрелих пролиферативних мастоцита у коштаној сржи, гастроинтестиналном тракту или кожи  Ослобађање се може појавити спонтано и може бити изазвано разним физичким, фармаколошким и/или психолошким подражајима. 
Патогенеза системске мастоцитозе заснива се углавном на мутацији трансмембранских ц-кит рецептора тирозин киназе, која је одговорна за пролиферацију и сазревање мастоцита. Тирозин киназа обично захтева фактор матичних ћелија за овај поступак. Међутим, рецептор може постати трајно активиран због мутације ц-кит-а и на тај начин повећати пролиферацију мастоцита и тиме олакшати ослобађање медијатора мастоцита.
Током година у организму оболеле особе накупља се све више мастоцита, који доводе до постепеног развоја клиничке слике праћене различитим симптомима, међу којима доминирају болови у зглобовима и костима, склоност ка тешким алергијским реакцијама, укључујући симптоме налик анафилакси.
Због све већег нагомилавања хистамина у желуцу код болесника са мастоцитозом може се развити пептички улкус (чир) и хронични пролив.

## Знаци и симптоми
Манифестације системске мастоцитозе укључују следеће:
- Анемија и коагулопатија
- Абдоминални (трбушни) бол, који је најчешћи симптом од стране дигестивног система, затим, дијареја (пролив), мучнина и повраћање
- Симптоми и знаци гастроезофагеалне рефлуксне болести
- Свраб и оспа
- Анафилактоидна реакција.[8][9]

Јачина симптома може варирати од благе мучнине и бола до акутног чира на желуцу и крварења. 
Симптоми често подсећају на основну болест, највероватније нетолеранцију на хистамин или алергију на храну.

## Дијагноза
Објективни преглед
Објективним физичким преглед могу се установити следеће промена:
- Знаци анемије (нпр, бледило)
- Хепатомегалија (27%)
- Спленомегалија (37%)
- Лимфаденопатија (21%)
- Уртикарија (41%)
- Остеолизе и патолошке фрактуре (ретко)

Дијагноза на основу консензусом усвојених критеријума
Дијагноза болести може се поставити уколико је задовољен један „мајор-велики” и један „минор-мали” дијагностички критеријум, или ако су испуњена три „минор” критеријума. „Мајор” критеријум подразумева постојање мултифокалних инфилтрата мастоцита у биоптату коштане сржи или екстракутаних органа.
Четири „минор” критеријума су: 
1. Вретенаст облик или нетипични морфолошки изглед код више од 25% мастоцита;
2. Мутација у кодону 816 KIT;[13]
3. Експресија CD2, односно CD25 уз нормалне маркере за мастоците;
4. Повишен ниво укупне триптазе у серуму.

Дијагноза на основу тока болести
На основу тока болести, системски облик мастоцитозе дели се на; индолентни подтип и агресивни подтип СМ. Агресивни облик болести дијагностикује се уколико постоји бар један системски знак:
1. Цитопенија (хемоглобин < 100 g/l,
2. Апсолутни број неутрофила < 1 × 109/l, тромбоцити < 100 × 109/l);
3. Хепатомегалија са оштећењем функције јетре, асцитесом или порталном хипертензијом;
4. Хиперспленизам;
5. Скелетна болест (остеолизе и патолошке фрактуре);
6. Малапсорпција са губитком телесне масе.

Хистиопатолошки налаз

## Терапија
Лечење мастоцитозе захтева примену две врсте антихистаминика: блокаторе хистаминских Х1 рецептора и хистаминских Х2 рецептора, који се користе за лечење пептичких улкуса. 
Ако је мастоцитоза повезана са тешким, основним поремећајем, лечење је много дуготрајније и сложеније, јер код таквих болесника постоје бројне недоумице. Наиме иако је класификација СЗО дала јасне дијагностичке критеријуме СМ, „сиве зоне” услед преклапања подтипова болести и даље постоје. Код болесника са таквим облицима јако је тешко проценити када и код кога применити циторедуктивну терапију.

## Прогноза
Системски облик мастоцитозе (СМ) за засада се сматра неизлечивом болешћу, а терапијски приступ је индивидуалан и зависи од типа обољења и испољених симптома. 
Код особа са индолентним обликом болести превенција и лечење симптома и знакова који су последица дегранулације мастоцита једини су неопходни вид лечења, а прогноза је добра. 
Код агресивног подтипа СМ неопходна је примена циторедуктивне терапије, са неизвесним исходом лечења.